# Howard Coster
Howard Coster (Londres, 27 de abril de 1885 – Melton, 17 de novembro de 1959) foi um fotógrafo britânico. 
Abriu seu próprio estúdio na capital britânica em 1926, onde ficou conhecido como sendo o "fotógrafo dos homens", tendo retratado várias figuras proeminentes da sociedade na época.

## Biografia
Howard nasceu na casa da família em um distrito de Londres, em 1885. Era o terceiro entre os cinco filhos de William Isaiah Coster, um escriturário e sua esposa, Mary Ann. Seu pai morreu quando Howard ainda era jovem e a família então se mudou para a Ilha de Wight onde Mary Ann tinha parentes, incluindo seu irmão, Samuel, que trabalhava com fotografias.

## Carreira
Estudando na escola primária da ilha, Howard começou a auxiliar o tio na loja, onde acabou se tornando seu principal assistente no estúdio de revelação. Entre suas atribuições estavam a preparação dos negativos e a supervisão da revelação. Em 1906, o negócio do tio foi fechado e Howard trocou a fotografia pelas fazendas da África do Sul, para onde seu irmão Percy tinha se mudado anos antes. Como carreira secundária no país, Howard começou a trabalhar como fotógrafo, andando de bicicleta com sua câmera a tira-colo, fotografando as paisagens sul-africanas, tanto naturais quanto urbanas, rebanhos, fachadas e pessoas.
Pouco antes da eclosão da Primeira Guerra Mundial, Howard abriu um estúdio em Bloemfontein, mas em 1918 retornou à Inglaterra, onde se alistou no Real Corpo Aéreo, trabalhando na divisão de fotos aéreas. Com o fim da guerra, ele retornaria à África do Sul, onde trabalhou por mais sete anos, primeiro em Bloemfontein, depois em Joanesburgo.
Casou-se com Joan Burr (1903-1974) em 1925 e retornou à Inglaterra onde abriu um estúdio de fotografia na Essex Street, em Londres, no ano seguinte. Seu estúdio se dedicava a foto de cavalheiros e homens da indústria, distanciando-se dos fotógrafos da cidade que focavam em apenas fotos femininas. Figuras como G. K. Chesterton, Arnold Bennett, Alan Alexander Milne, Olaf Stapledon e John Galsworthy foram fotografadas por Howard. Posteriormente, Howard fotografou algumas mulheres famosas da época como Vera Brittain, Rebecca West, Hilda Matheson, Radclyffe Hall e Edith Sitwell.
Seu estúdio logo se tornaria um dos mais famosos da cidade. Em 1926, Howard também se tornaria o fotógrafo da revista literária The Bookman, onde ele era o responsável pelas fotos de todas as celebridades do meio literário da época. De 1935 em diante, suas fotos de autores ilustravam a contracapa dos livros da Penguin.
Entre 1928 e 1931, Howard fez fotos não só de mulheres como também fez ensaios de moda para a Vogue britânica sob o nome de 'Howard e Joan Coster'. Também trabalhou com propaganda, produzindo fotos publicitárias, geralmente publicadas pela revista The Bystander. Na década de 1930, seu estúdio era movimentado, com vários funcionários, com sua esposa sendo a encarregada da impressão das fotos e, às vezes, até tirando fotos.
Conhecido por seu uso inovador da iluminação nos retratados, a reputação de Howard como um fotógrafo de retratos cresceu a ponto de 1932 ele ser escolhido para fotografar os representantes da Câmara dos Comuns do Reino Unido. Em 1937, foi eleito para a Royal Society of Arts, ano em que inaugurou sua primeira exposição, na galeria Selfridges.
A eclosão da Segunda Guerra Mundial o fez ser contratado pelo Exército para retratar oficiais, bem como pela Força Aérea e por alguns líderes políticos. Em 1943, Howard mudou seu estúdio para a Victoria Street, em Westminster.

## Aposentadoria
Em 1946, Howard se aposentou, fechando seu estúdio e mudando-se para o campo com a esposa Joan. Em reconhecimento por seu trabalho, a cidade de Londres lhe concedeu uma Comenda da Liberdade por seus serviços à cidade e o comprometimento com a arte da fotografia. Sua coleção de 8 mil negativos foi adquirido pelo governo e depositado na National Portrait Gallery em 1974.
Howard voltou a abrir um estúdio em 1953, na Sackville Street, período onde fotografou John Betjeman, Cecil Day-Lewis e John Gielgud.

## Morte
Howard morreu em 17 de novembro de 1959, em Melton, aos 74 anos.